# Alfréd Radok
Alfréd Radok (* 17. Dezember 1914 in Koloděje, Österreich-Ungarn; † 22. April 1976 in Wien) war ein tschechoslowakischer Theater- und Filmregisseur.

## Leben
Radok entstammte einer jüdischen Familie aus dem südböhmischen Dorf Koloděje. Er arbeitete zunächst als Theaterregisseur und ab 1947 auch für den Film. Sein Debütfilm Daleká cesta war der erste und für einige Jahre einzige tschechische Film, der die Verfolgung der Juden durch die Nationalsozialisten zum Thema hatte. Der Film wurde jedoch von der staatlichen Filmzensur aus dem Verkehr gezogen. Auch mit seinem nächsten Film Divotvorný klobouk beeinflusste Radok andere Filmemacher. Zu seinen Mitarbeitern zählte u. a. Miloš Forman. Nachdem auch weitere Filme Radoks verboten wurden, war er nur noch für das Theater tätig. Sein 1958 ins Leben gerufenes avantgardistisches Theater Laterna magika feierte internationale Erfolge. 1968 emigrierte Radok nach Schweden.

„Sein Einfluss auf das tschechische Kino war weit größer als die Zahl seiner Filme vermuten lässt: Fast allein mit seinen Experimenten in der Periode des Sozialistischen Realismus inspirierte er die neue Generation, weiter zu gehen und mit Inhalt und Form zu experimentieren.“

## Filmografie (Regie)
- Theater-Programm zu Laterna magica. Expo 58 in Brüssel.1947: Parohy
- 1947: Daleká cesta

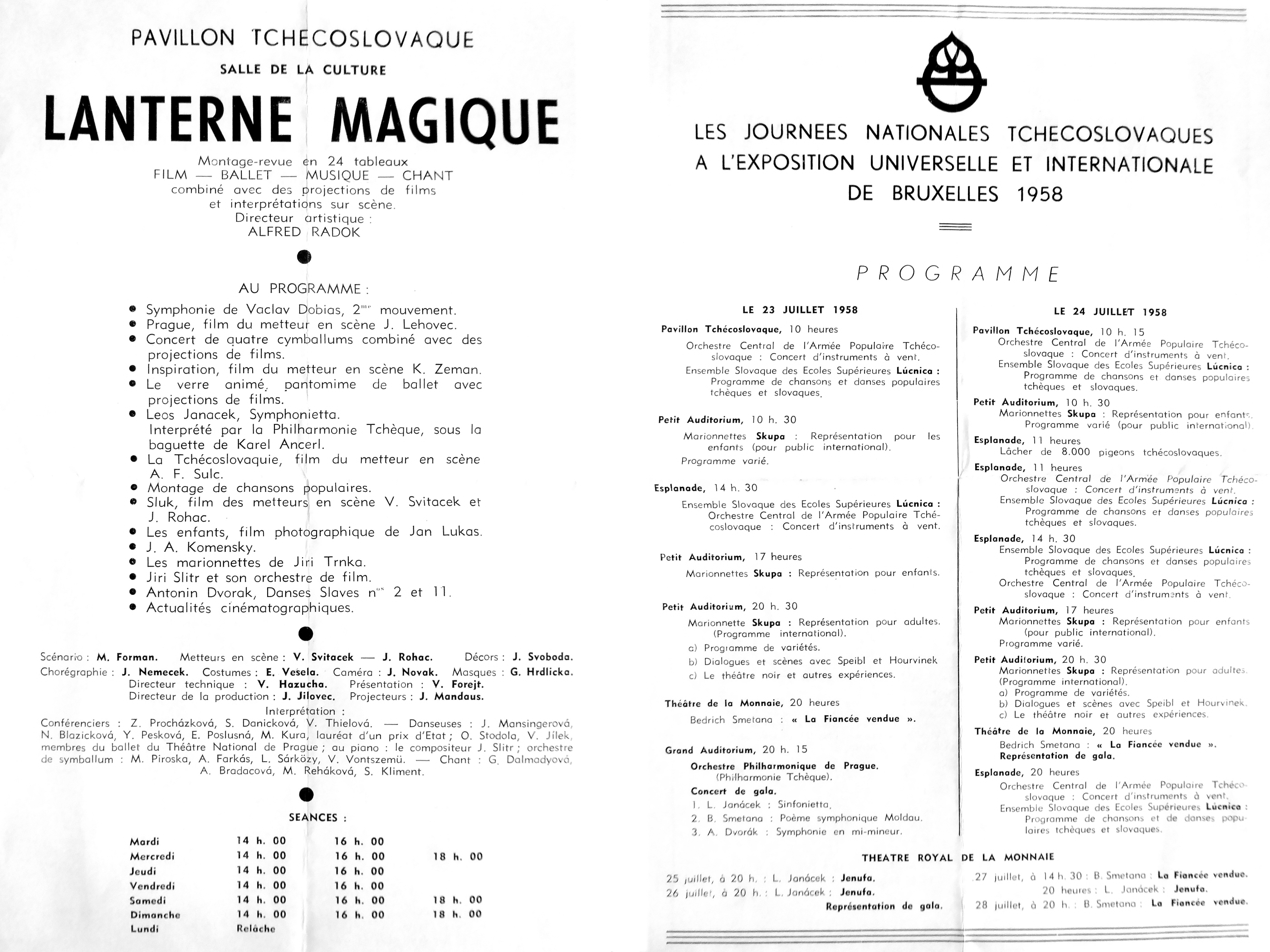
Theater-Programm zu Laterna magica. Expo 58 in Brüssel.

- 1952: Der Hut, der Wunder tut (Divotvorný klobouk)
- 1956: V pasti
- 1956: Großvater Automobil (Dědeček automobil)
- 1958: Laterna magica
- 1964: Šach mat